# Cheilolejeunea acutangula
Cheilolejeunea acutangula là một loài Rêu trong họ Lejeuneaceae. Loài này được (Nees) Grolle mô tả khoa học đầu tiên năm 1979.